# Project Chanology

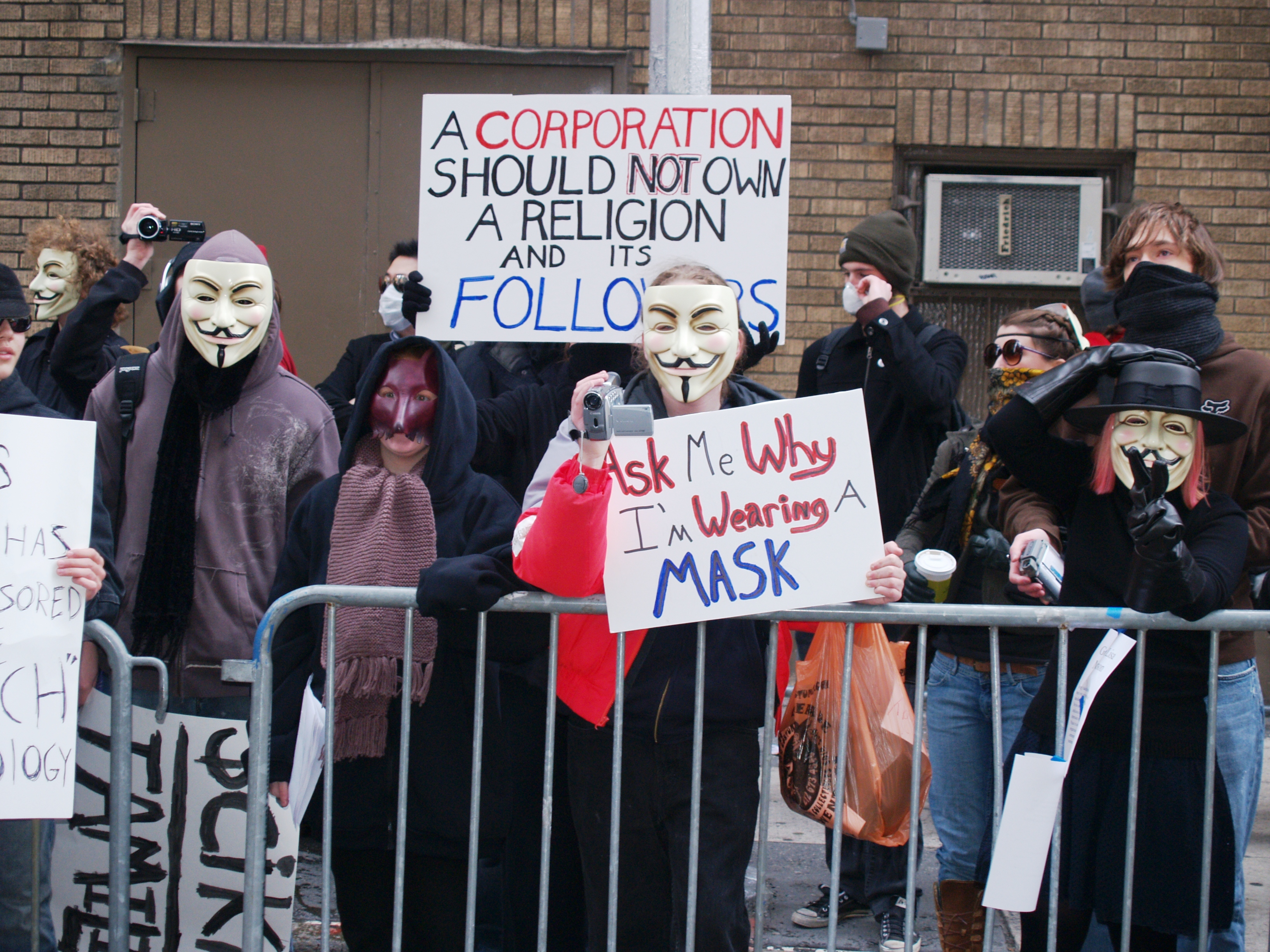
Protestujący, mający nałożone maski lub szaliki i okulary przeciwsłoneczne zakrywające twarz.

Project Chanology (pol. „Projekt Chanologia”), zwany także Operation Chanology – anonimowy protest grupy użytkowników głównie imageboardu 4chan i portalu Encyclopedia Dramatica przeciwko praktykom Kościoła Scjentologii, największej organizacji promującej scjentologię na świecie. Projekt został stworzony w odpowiedzi na próby usunięcia w styczniu 2008 roku materiałów z wywiadu z Tomem Cruise na temat Scjentologii; jest przykładem efektu Streisand.
Projekt publicznie rozpoczął się wraz z publikacją 21 stycznia 2008 roku w serwisie YouTube nagrania wideo zatytułowanego Message to Scientology (pol. „Wiadomość do Scjentologii”). Wideo przedstawia pogląd tej grupy, iż próby usunięcia wywiadu są próbami ocenzurowania internetu. Niedługo potem odbyło się kilka dystrybuowanych ataków typu DoS na strony internetowe scjentologii, wysyłanie czarnych faksów oraz dowcipne dzwonienie na numery telefonów organizacji. W lutym tego samego roku metody grupy zostały zamienione na pokojowe protesty.